# Матляк, Марек
Марек Матляк (пол. Marek Matlak; род. 21 марта 1966, Кенты) — польский шахматист, международный мастер (1988), тренер.
В составе сборной Польши участник 31-й Олимпиады (1994) в Москве.

## Изменения рейтинга
| Графики недоступны из-за технических проблем. См. информацию на Фабрикаторе и на mediawiki.org. |